# 兰堆口岸
兰堆口岸（老挝语: ດ່ານສາກົນລານຕຸ້ຍ），是老挝人民民主共和国丰沙里省约乌县Souanteng村的一个边境口岸。该口岸与中国云南省的勐康口岸相接。